# Betta spilotogena
Betta spilotogena är en fiskart som beskrevs av Ng och Kottelat, 1994. Betta spilotogena ingår i släktet Betta och familjen Osphronemidae. IUCN kategoriserar arten globalt som akut hotad. Inga underarter finns listade.